# بیل دوبوک
بیل دوبوک فیلم‌نامه‌نویس شناخته شده آمریکایی است. از کارهای او می‌توان به فیلم حسابدار و قاضی و مجموعه تلویزیونی اوزارک اشاره کرد.

## فیلم‌شناسی
- قاضی (۲۰۱۴)
- حسابدار (۲۰۱۶)
- مرد خانواده (۲۰۱۶)
- اوزارک (۲۰۱۷)